# Kurkulica
Kurkulica är ett berg i Kosovo. Det ligger i den södra delen av landet, 40 km söder om huvudstaden Priština. Toppen på Kurkulica är 1 525 meter över havet.
Terrängen runt Kurkulica är huvudsakligen lite bergig. Runt Kurkulica är det ganska tätbefolkat, med 222 invånare per kvadratkilometer. Närmaste större samhälle är Ferizaj, 9,3 km nordost om Kurkulica. Omgivningarna runt Kurkulica är en mosaik av jordbruksmark och naturlig växtlighet.